# Clásico entre Danubio y Defensor Sporting
El clásico entre Danubio y Defensor Sporting es una rivalidad moderna del fútbol uruguayo, el Clásico de los Medianos
Son muchos los medios de prensa que coinciden en que es el segundo enfrentamiento más importante del país, por detrás del Superclásico del fútbol uruguayo entre Peñarol y Nacional
La discusión de sí es el segundo clásico más importante del país o no, parte de que el Clásico de la Villa es el segundo más antiguo del Fútbol Uruguayo, además de ser el segundo con mayor convocatoria en el siglo XX.
Por otra parte están los defensores de la postura de que el clásico entre Danubio y Defensor Sporting es el segundo más importante, argumentando que los equipos que se enfrentan son los dos clubes, en la era profesional, con mayor palmarés del país, detrás de los denominados "grandes", o sea Peñarol y Nacional) también por cantidad de enfrentamientos ambos guardan cierta rivalidad con Wanderers. 
Aproximadamente desde finales de la década del 80', estos dos equipos han ganado y definido diversos campeonatos organizados por la Asociación Uruguaya de Fútbol. Además son los únicos equipos del país (excluyendo a Peñarol y Nacional), en haber alcanzado la fase semifinal de la Copa Libertadores de América, Danubio en el año 1989 cayendo frente al Atlético Nacional de Medellín y Defensor Sporting en el año 2014 cayendo frente a Nacional de Paraguay.
Los últimos enfrentamientos entre los clubes han dejado incidentes entre ambas parcialidades.
Incluso en el clásico correspondiente al Torneo Clausura del Campeonato Uruguayo 2020 también registró incidentes entre hinchas, a pesar de que todo el torneo se disputó a puertas cerradas.

## Historia

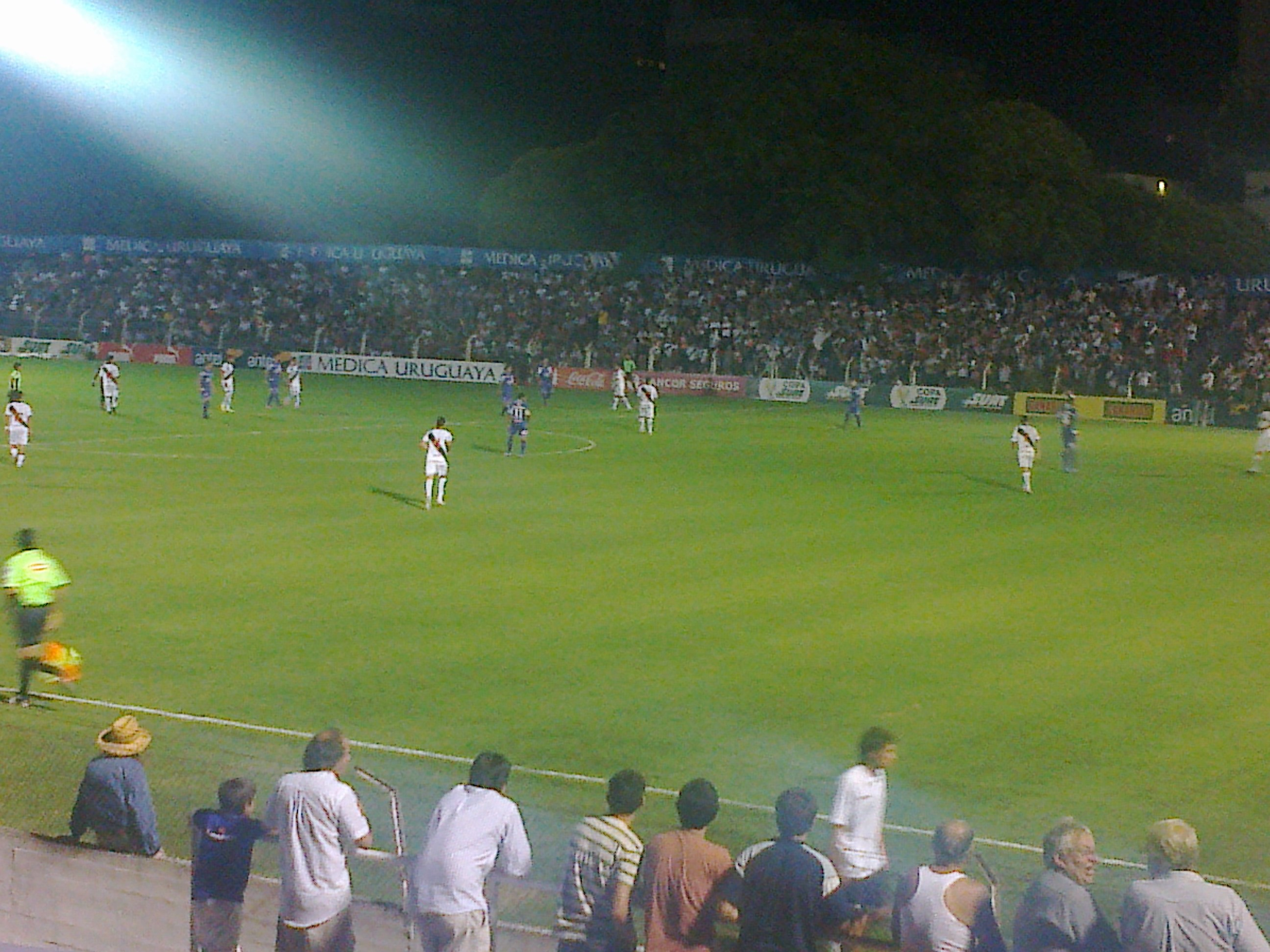
Imagen de un clásico entre Danubio y Defensor Sporting.

La rivalidad entre Danubio y Defensor Sporting se inició en las competiciones de los planteles de formativas, y se trasladó hacia los planteles principales. Se trata de un "clásico moderno" ya que la rivalidad fue generada a partir de comienzos de los años 90'.
Ambos clubes son de barrios distintos y alejados, y si bien concentran aficionados por todo Montevideo y Uruguay (aunque en medidas muy inferiores a las que concentran los equipos "grandes"), la mayor parte de los mismos surge de los barrios dónde se ubican sus respectivas sedes y en los barrios aledaños. Defensor Sporting pertenece a la zona sur de Montevideo, acaparando la mayor parte de su hinchada en los barrios Parque Rodó , Punta Carretas y otros barrios de la zona sur montevideana. Por su parte,  Danubio, es de Maroñas, es allí dónde se ubica su sede social, al noreste de la ciudad. 
El grueso de la hinchada danubiana se encuentra en los barrios Jardines del Hipódromo (Barrio en el cual se encuentra el Estadio Jardines del Hipódromo, perteneciente al propio club), Maroñas, Flor de Maroñas, Ituzaingó; entre otros.
Estas diferencias incrementan una rivalidad que nació a partir de los enfrentamientos en divisiones juveniles; para finales del siglo XX y comienzos del siglo XXI, ambos clubes, poseían las mejores canteras de futbolistas del país, y disputaban entre sí los títulos de campeón juvenil, generando una rivalidad que se convirtió en "clásico". Estos jugadores, crecieron y al subir a Primera División, le otorgaron títulos a sus equipos, que desde entonces, compiten entre sí por convertirse en el "tercer grande" del fútbol uruguayo.
A nivel institucional la relación entre ambos clubes es buena, ya que ambas directivas buscan los mismos objetivos: disminuir el poder de los dos "grandes" uruguayos (Nacional y Peñarol).
En las últimas décadas la violencia en el fútbol uruguayo se ha visto incrementada; y los enfrentamientos entre Defensor Sporting y Danubio no han sido la excepción. 
Los últimos enfrentamientos clásicos han dejado algunos incidentes entre ambas parcialidades.
Incluso en el clásico correspondiente al Torneo Clausura del Campeonato Uruguayo 2020 también registró incidentes entre hinchas, a pesar de que todo el torneo se disputó a puertas cerradas.
Defensor aventaja actualmente en julio de 2024 a Danubio por el Campeonato Uruguayo en 18 partidos en enfrentamientos directos

## Todos los enfrentamientos oficiales
| Año     | Equipo   | Score | Partido  | Cancha                 | Competencia                    | Detalles                             |
| 1948    | DANUBIO  | 1-1   | DEFENSOR | Parque Central         | Torneo Competencia             |                                      |
| 1948    | DEFENSOR | 2-1   | DANUBIO  | Parque Central         | Copa Uruguaya                  | Primera Rueda                        |
| 1949    | DANUBIO  | 4-3   | DEFENSOR | Parque Central         | Torneo Competencia             |                                      |
| 1949    | DANUBIO  | 4-1   | DEFENSOR | Forno                  | Copa Uruguaya                  | Primera Rueda                        |
| 1949    | DEFENSOR | 2-3   | DANUBIO  | Parque Rodó            | Copa Uruguaya                  | Segunda Rueda                        |
| 1950    | DEFENSOR | 1-1   | DANUBIO  | Parque Rodó            | Torneo Competencia             |                                      |
| 1951    | DEFENSOR | 2-1   | DANUBIO  | Parque Rodó            | Torneo Competencia             |                                      |
| 1951    | DANUBIO  | 4-0   | DEFENSOR | Forno                  | Copa Uruguaya                  | Primera Rueda                        |
| 1951    | DEFENSOR | 0-1   | DANUBIO  | Parque Rodó            | Copa Uruguaya                  | Segunda Rueda                        |
| 1952    | DEFENSOR | 1-1   | DANUBIO  | Parque Rodó            | Torneo Competencia             |                                      |
| 1952    | DANUBIO  | 0-0   | DEFENSOR | Forno                  | Copa Uruguaya                  | Primera Rueda                        |
| 1952    | DEFENSOR | 1-1   | DANUBIO  | Parque Rodó            | Copa Uruguaya                  | Segunda Rueda                        |
| 1953    | DEFENSOR | 0-1   | DANUBIO  | Parque Rodó            | Torneo Competencia             |                                      |
| 1953    | DANUBIO  | 5-3   | DEFENSOR | Forno                  | Copa Uruguaya                  | Primera Rueda                        |
| 1953    | DEFENSOR | 1-0   | DANUBIO  | Parque Rodó            | Copa Uruguaya                  | Segunda Rueda                        |
| 1954    | DANUBIO  | 1-0   | DEFENSOR | Forno                  | Torneo Competencia             |                                      |
| 1954    | DEFENSOR | 0-3   | DANUBIO  | Parque Rodó            | Copa Uruguaya                  | Primera Rueda                        |
| 1954    | DANUBIO  | 4-2   | DEFENSOR | Forno                  | Copa Uruguaya                  | Segunda Rueda                        |
| 1955    | DEFENSOR | 3-3   | DANUBIO  | Parque Rodó            | Torneo Competencia             |                                      |
| 1955    | DEFENSOR | 2-2   | DANUBIO  | Parque Rodó            | Copa Uruguaya                  | Primera Rueda                        |
| 1955    | DANUBIO  | 3-4   | DEFENSOR | Forno                  | Copa Uruguaya                  | Segunda Rueda                        |
| 1956    | DEFENSOR | 2-1   | DANUBIO  | Palermo                | Torneo Competencia             |                                      |
| 1956    | DANUBIO  | 0-2   | DEFENSOR | Forno                  | Copa Uruguaya                  | Primera Rueda                        |
| 1956    | DEFENSOR | 2-1   | DANUBIO  | Parque Rodó            | Copa Uruguaya                  | Segunda Rueda                        |
| 1957    | DEFENSOR | 0-0   | DANUBIO  | Parque Rodó            | Torneo Competencia             |                                      |
| 1957    | DEFENSOR | 2-0   | DANUBIO  | Parque Rodó            | Copa Uruguaya                  | Primera Rueda                        |
| 1957    | DANUBIO  | 2-4   | DEFENSOR | Jardines del Hipódromo | Copa Uruguaya                  | Segunda Rueda                        |
| 1958    | DEFENSOR | 1-3   | DANUBIO  | Parque Rodó            | Torneo Competencia             |                                      |
| 1958    | DEFENSOR | 4-1   | DANUBIO  | Parque Rodó            | Copa Uruguaya                  | Primera Rueda                        |
| 1958    | DANUBIO  | 4-4   | DEFENSOR | Jardines del Hipódromo | Copa Uruguaya                  | Segunda Rueda                        |
| 1959    | DEFENSOR | 3-3   | DANUBIO  | Parque Rodó            | Torneo Competencia             |                                      |
| 1959    | DEFENSOR | 4-3   | DANUBIO  | Parque Rodó            | Copa Uruguaya                  | Primera Rueda                        |
| 1959    | DANUBIO  | 1-1   | DEFENSOR | Jardines del Hipódromo | Copa Uruguaya                  | Segunda Rueda                        |
| 1961    | DEFENSOR | 2-3   | DANUBIO  | Parque Rodó            | Torneo Competencia             |                                      |
| 1961    | DEFENSOR | 4-2   | DANUBIO  | Parque Rodó            | Copa Uruguaya                  | Primera Rueda                        |
| 1961    | DANUBIO  | 0-1   | DEFENSOR | Jardines del Hipódromo | Copa Uruguaya                  | Segunda Rueda                        |
| 1961    | DEFENSOR | 3-3   | DANUBIO  | Estadio Centenario     | Torneo Cuadrangular            |                                      |
| 1962    | DANUBIO  | 0-1   | DEFENSOR | Forno                  | Torneo Competencia             |                                      |
| 1962    | DEFENSOR | 4-2   | DANUBIO  | Parque Rodó            | Copa Uruguaya                  | Primera Rueda                        |
| 1962    | DANUBIO  | 1-0   | DEFENSOR | Jardines del Hipódromo | Copa Uruguaya                  | Segunda Rueda                        |
| 1963    | DANUBIO  | 0-0   | DEFENSOR | Forno                  | Torneo Competencia             |                                      |
| 1963    | DANUBIO  | 3-2   | DEFENSOR | Jardines del Hipódromo | Copa Uruguaya                  | Primera Rueda                        |
| 1963    | DEFENSOR | 3-0   | DANUBIO  | Franzini               | Copa Uruguaya                  | Segunda Rueda                        |
| 1964    | DANUBIO  | 0-1   | DEFENSOR | Forno                  | Torneo Competencia             |                                      |
| 1964    | DANUBIO  | 1-0   | DEFENSOR | Jardines del Hipódromo | Copa Uruguaya                  | Primera Rueda                        |
| 1964    | DEFENSOR | 1-1   | DANUBIO  | Franzini               | Copa Uruguaya                  | Segunda Rueda                        |
| 1966    | DANUBIO  | 2-0   | DEFENSOR | Jardines del Hipódromo | Copa Uruguaya                  | Primera Rueda                        |
| 1966    | DEFENSOR | 1-0   | DANUBIO  | Franzini               | Copa Uruguaya                  | Segunda Rueda                        |
| 1967    | DANUBIO  | 1-0   | DEFENSOR | Jardines del Hipódromo | Torneo Competencia             |                                      |
| 1967    | DANUBIO  | 0-1   | DEFENSOR | Jardines del Hipódromo | Copa Uruguaya                  | Primera Rueda                        |
| 1967    | DEFENSOR | 2-1   | DANUBIO  | Franzini               | Copa Uruguaya                  | Segunda Rueda                        |
| 1968    | DANUBIO  | 0-1   | DEFENSOR | Jardines del Hipódromo | Copa Uruguaya                  | Primera Rueda                        |
| 1968    | DEFENSOR | 1-0   | DANUBIO  | Franzini               | Copa Uruguaya                  | Segunda Rueda                        |
| 1969    | DANUBIO  | 2-2   | DEFENSOR | Jardines del Hipódromo | Copa Uruguaya                  | Primera Rueda                        |
| 1969    | DEFENSOR | 1-1   | DANUBIO  | Franzini               | Copa Uruguaya                  | Segunda Rueda                        |
| 1971    | DEFENSOR | 0-0   | DANUBIO  | Franzini               | Copa Uruguaya                  | Primera Rueda                        |
| 1971    | DANUBIO  | 0-0   | DEFENSOR | Jardines del Hipódromo | Copa Uruguaya                  | Segunda Rueda                        |
| 1972    | DANUBIO  | 0-1   | DEFENSOR | Jardines del Hipódromo | Copa Uruguaya                  | Primera Rueda                        |
| 1972    | DEFENSOR | 0-0   | DANUBIO  | Franzini               | Copa Uruguaya                  | Segunda Rueda                        |
| 1973    | DANUBIO  | 4-1   | DEFENSOR | Jardines del Hipódromo | Copa Uruguaya                  | Primera Rueda                        |
| 1973    | DEFENSOR | 3-0   | DANUBIO  | Estadio Centenario     | Copa Uruguaya                  | Segunda Rueda                        |
| 1974    | DANUBIO  | 2-1   | DEFENSOR | Parque Central         | Torneo Campeones Olímpicos     |                                      |
| 1974    | DANUBIO  | 1-1   | DEFENSOR | Jardines del Hipódromo | Copa Uruguaya                  | Primera Rueda                        |
| 1974    | DEFENSOR | 1-0   | DANUBIO  | Franzini               | Copa Uruguaya                  | Segunda Rueda                        |
| 1975    | DEFENSOR | 2-1   | DANUBIO  | Franzini               | Copa Uruguaya                  | Primera Rueda                        |
| 1975    | DANUBIO  | 5-2   | DEFENSOR | Jardines del Hipódromo | Copa Uruguaya                  | Segunda Rueda                        |
| 1975    | DANUBIO  | 3-2   | DEFENSOR | Jardines del Hipódromo | Liga Mayor                     | Primera Fase                         |
| 1975    | DEFENSOR | 0-0   | DANUBIO  | Parque Viera           | Liga Mayor                     | Segunda Fase                         |
| 1976    | DEFENSOR | 1-0   | DANUBIO  | Franzini               | Copa Uruguaya                  | Primera Rueda                        |
| 1976    | DANUBIO  | 0-0   | DEFENSOR | Jardines del Hipódromo | Copa Uruguaya                  | Segunda Rueda                        |
| 1976    | DEFENSOR | 1-1   | DANUBIO  | Franzini               | Liga Mayor                     | Primera Fase                         |
| 1976    | DANUBIO  | 3-1   | DEFENSOR | Parque Central         | Liga Mayor                     | Segunda Fase                         |
| 1976    | DEFENSOR | 4-1   | DANUBIO  | Parque Central         | Liguilla Pre-Libertadores      |                                      |
| 1977    | DANUBIO  | 1-2   | DEFENSOR | Jardines del Hipódromo | Liga Mayor                     | Primera Fase                         |
| 1977    | DANUBIO  | 0-0   | DEFENSOR | Jardines del Hipódromo | Copa Uruguaya                  | Primera Rueda                        |
| 1977    | DEFENSOR | 1-1   | DANUBIO  | Franzini               | Copa Uruguaya                  | Segunda Rueda                        |
| 1978    | DEFENSOR | 0-0   | DANUBIO  | Estadio Centenario     | Liguilla Pre-Libertadores 1977 |                                      |
| 1978    | DANUBIO  | 1-1   | DEFENSOR | Jardines del Hipódromo | Copa Uruguaya                  | Primera Rueda                        |
| 1978    | DEFENSOR | 2-3   | DANUBIO  | Franzini               | Liga Mayor                     | Primera Fase                         |
| 1978    | DANUBIO  | 0-1   | DEFENSOR | Parque Central         | Liga Mayor                     | Segunda Fase                         |
| 1978    | DEFENSOR | 4-3   | DANUBIO  | Franzini               | Copa Uruguaya                  | Segunda Rueda                        |
| 1979    | DANUBIO  | 2-1   | DEFENSOR | Parque Central         | Torneo República               | Primera Fase                         |
| 1979    | DANUBIO  | 0-1   | DEFENSOR | Jardines del Hipódromo | Copa Uruguaya                  | Primera Rueda                        |
| 1979    | DEFENSOR | 2-0   | DANUBIO  | Franzini               | Copa Uruguaya                  | Segunda Rueda                        |
| 1980    | DEFENSOR | 1-0   | DANUBIO  | Estadio Centenario     | Liguilla Pre-Libertadores 1979 |                                      |
| 1980    | DANUBIO  | 2-1   | DEFENSOR | Jardines del Hipódromo | Copa Uruguaya                  | Primera Rueda                        |
| 1980    | DEFENSOR | 1-1   | DANUBIO  | Franzini               | Copa Uruguaya                  | Segunda Rueda                        |
| 1981    | DEFENSOR | 3-2   | DANUBIO  | Franzini               | Copa Uruguaya                  | Primera Rueda                        |
| 1981    | DANUBIO  | 0-1   | DEFENSOR | Jardines del Hipódromo | Copa Uruguaya                  | Segunda Rueda                        |
| 1982    | DEFENSOR | 1-0   | DANUBIO  | Franzini               | Torneo Copa de Oro             |                                      |
| 1982    | DANUBIO  | 2-1   | DEFENSOR | Jardines del Hipódromo | Copa Uruguaya                  | Primera Rueda                        |
| 1982    | DEFENSOR | 5-3   | DANUBIO  | Franzini               | Copa Uruguaya                  | Segunda Rueda                        |
| 1983    | DEFENSOR | 1-0   | DANUBIO  | Estadio Centenario     | Liguilla Pre-Libertadores 1982 |                                      |
| 1983    | DANUBIO  | 0-0   | DEFENSOR | Jardines del Hipódromo | Torneo estadio Centenario      | Primera Fase                         |
| 1983    | DANUBIO  | 0-1   | DEFENSOR | Jardines del Hipódromo | Copa Uruguaya                  | Primera Rueda                        |
| 1983    | DEFENSOR | 2-2   | DANUBIO  | Franzini               | Copa Uruguaya                  | Segunda Rueda                        |
| 1983    | DANUBIO  | 2-1   | DEFENSOR | Estadio Centenario     | Copa Uruguaya                  | Desempate por segundo puesto         |
| 1984    | DANUBIO  | 1-0   | DEFENSOR | Estadio Centenario     | Liguilla Pre-Libertadores 1983 |                                      |
| 1984    | DANUBIO  | 2-1   | DEFENSOR | Jardines del Hipódromo | Copa Uruguaya                  | Primera Rueda                        |
| 1984    | DEFENSOR | 0-1   | DANUBIO  | Franzini               | Copa Uruguaya                  | Segunda Rueda                        |
| 1984    | DEFENSOR | 0-0   | DANUBIO  | Franzini               | Torneo Colombes                | Primera Fase                         |
| 1984    | DEFENSOR | 0-1   | DANUBIO  | Estadio Centenario     | Torneo Colombes                | Segunda Fase                         |
| 1984    | DANUBIO  | 2-1   | DEFENSOR | Estadio Centenario     | Liguilla Pre-Libertadores      |                                      |
| 1985    | DEFENSOR | 1-1   | DANUBIO  | Franzini               | Torneo Competencia             |                                      |
| 1985    | DANUBIO  | 4-0   | DEFENSOR | Jardines del Hipódromo | Copa Uruguaya                  | Primera Rueda                        |
| 1985    | DEFENSOR | 0-1   | DANUBIO  | Franzini               | Copa Uruguaya                  | Segunda Rueda                        |
| 1986    | DEFENSOR | 0-2   | DANUBIO  | Franzini               | Torneo Competencia             |                                      |
| 1986    | DANUBIO  | 0-2   | DEFENSOR | Jardines del Hipódromo | Copa Uruguaya                  | Primera Rueda                        |
| 1986    | DEFENSOR | 2-2   | DANUBIO  | Franzini               | Copa Uruguaya                  | Segunda Rueda                        |
| 1987    | DANUBIO  | 3-0   | DEFENSOR | Parque Central         | Torneo Competencia             |                                      |
| 1987    | DANUBIO  | 1-0   | DEFENSOR | Jardines del Hipódromo | Copa Uruguaya                  | Primera Rueda                        |
| 1987    | DEFENSOR | 0-0   | DANUBIO  | Franzini               | Copa Uruguaya                  | Segunda Rueda                        |
| 1988    | DEFENSOR | 1-2   | DANUBIO  | Franzini               | Torneo Competencia             |                                      |
| 1988    | DANUBIO  | 1-0   | DEFENSOR | Jardines del Hipódromo | Copa Uruguaya                  | Primera Rueda                        |
| 1988    | DEFENSOR | 0-0   | DANUBIO  | Franzini               | Copa Uruguaya                  | Segunda Rueda                        |
| 1989    | DEFENSOR | 2-1   | DANUBIO  | Estadio Centenario     | Liguilla Pre-Libertadores 1988 |                                      |
| 1989    | DANUBIO  | 1-1   | DEFENSOR | Estadio Centenario     | Liguilla Pre-Libertadores 1988 | Desempate (Dan 3-2 en penales)       |
| 1989    | DEFENSOR | 0-0   | DANUBIO  | Franzini               | Torneo Competencia             |                                      |
| 1989    | DEFENSOR | 2-2   | DANUBIO  | Franzini               | Copa Uruguaya                  | Rueda única                          |
| 1990    | DEFENSOR | 1-0   | DANUBIO  | Franzini               | Torneo Competencia             |                                      |
| 1990    | DANUBIO  | 0-1   | DEFENSOR | Jardines del Hipódromo | Copa Uruguaya                  | Primera Rueda                        |
| 1990    | DEFENSOR | 1-1   | DANUBIO  | Franzini               | Copa Uruguaya                  | Segunda Rueda                        |
| 1991    | DANUBIO  | 1-1   | DEFENSOR | Jardines del Hipódromo | Copa Uruguaya                  | Primera Rueda                        |
| 1991    | DEFENSOR | 2-0   | DANUBIO  | Franzini               | Copa Uruguaya                  | Segunda Rueda                        |
| 1992    | DANUBIO  | 2-0   | DEFENSOR | Estadio Centenario     | Liguilla Pre-Libertadores 1991 |                                      |
| 1992    | DANUBIO  | 0-0   | DEFENSOR | Jardines del Hipódromo | Copa Uruguaya                  | Primera Rueda                        |
| 1992    | DEFENSOR | 1-2   | DANUBIO  | Franzini               | Copa Uruguaya                  | Segunda Rueda                        |
| 1993    | DANUBIO  | 1-1   | DEFENSOR | Estadio Centenario     | Liguilla Pre-Libertadores 1992 |                                      |
| 1993    | DANUBIO  | 0-3   | DEFENSOR | Jardines del Hipódromo | Copa Uruguaya                  | Primera Rueda                        |
| 1993    | DEFENSOR | 0-2   | DANUBIO  | Franzini               | Copa Uruguaya                  | Segunda Rueda                        |
| 1994    | DANUBIO  | 0-0   | DEFENSOR | Estadio Centenario     | Liguilla Pre-Libertadores 1993 |                                      |
| 1994    | DANUBIO  | 0-1   | DEFENSOR | Jardines del Hipódromo | Copa Uruguaya                  | Torneo Apertura                      |
| 1994    | DEFENSOR | 0-0   | DANUBIO  | Franzini               | Copa Uruguaya                  | Torneo Clausura                      |
| 1995    | DANUBIO  | 0-1   | DEFENSOR | Jardines del Hipódromo | Copa Uruguaya                  | Torneo Apertura                      |
| 1995    | DEFENSOR | 1-1   | DANUBIO  | Franzini               | Copa Uruguaya                  | Torneo Clausura                      |
| 1996    | DANUBIO  | 1-2   | DEFENSOR | Jardines del Hipódromo | Copa Uruguaya                  | Torneo Apertura                      |
| 1996    | DEFENSOR | 0-2   | DANUBIO  | Franzini               | Copa Uruguaya                  | Torneo Clausura                      |
| 1996    | DEFENSOR | 0-1   | DANUBIO  | Estadio Centenario     | Liguilla Pre-Libertadores      |                                      |
| 1997    | DEFENSOR | 4-0   | DANUBIO  | Franzini               | Copa Uruguaya                  | Torneo Apertura                      |
| 1997    | DANUBIO  | 2-3   | DEFENSOR | Jardines del Hipódromo | Copa Uruguaya                  | Torneo Clausura                      |
| 1997    | DEFENSOR | 3-3   | DANUBIO  | Franzini               | Copa Conmebol                  | Octavos de final                     |
| 1997    | DANUBIO  | 3-2   | DEFENSOR | Jardines del Hipódromo | Copa Conmebol                  | Octavos de final                     |
| 1998    | DEFENSOR | 1-3   | DANUBIO  | Franzini               | Copa Uruguaya                  | Torneo Apertura                      |
| 1998    | DANUBIO  | 0-0   | DEFENSOR | Jardines del Hipódromo | Copa Uruguaya                  | Torneo Clausura                      |
| 1999    | DEFENSOR | 5-1   | DANUBIO  | Franzini               | Copa Uruguaya                  | Torneo Apertura                      |
| 1999    | DANUBIO  | 2-2   | DEFENSOR | Jardines del Hipódromo | Copa Uruguaya                  | Torneo Clausura                      |
| 1999    | DANUBIO  | 1-0   | DEFENSOR | Estadio Centenario     | Liguilla Pre-Libertadores      |                                      |
| 2000    | DANUBIO  | 2-2   | DEFENSOR | Jardines del Hipódromo | Copa Uruguaya                  | Torneo Apertura                      |
| 2000    | DEFENSOR | 0-0   | DANUBIO  | Franzini               | Copa Uruguaya                  | Torneo Clausura                      |
| 2000    | DEFENSOR | 4-1   | DANUBIO  | Estadio Centenario     | Liguilla Pre-Libertadores      |                                      |
| 2001    | DANUBIO  | 2-1   | DEFENSOR | Jardines del Hipódromo | Copa Uruguaya                  | Clasificatorio                       |
| 2001    | DEFENSOR | 0-0   | DANUBIO  | Franzini               | Copa Uruguaya                  | Torneo Apertura                      |
| 2001    | DANUBIO  | 0-1   | DEFENSOR | Jardines del Hipódromo | Copa Uruguaya                  | Torneo Clausura                      |
| 2001    | DEFENSOR | 2-2   | DANUBIO  | Estadio Centenario     | Liguilla Pre-Libertadores      |                                      |
| 2002    | DEFENSOR | 1-3   | DANUBIO  | Franzini               | Copa Uruguaya                  | Clasificatorio                       |
| 2002    | DEFENSOR | 2-1   | DANUBIO  | Franzini               | Copa Uruguaya                  | Torneo Apertura                      |
| 2002    | DANUBIO  | 1-1   | DEFENSOR | Jardines del Hipódromo | Copa Uruguaya                  | Torneo Clausura                      |
| 2002    | DANUBIO  | 1-2   | DEFENSOR | Estadio Centenario     | Liguilla Pre-Libertadores      |                                      |
| 2003    | DEFENSOR | 1-1   | DANUBIO  | Franzini               | Copa Uruguaya                  | Torneo Apertura                      |
| 2003    | DANUBIO  | 0-2   | DEFENSOR | Jardines del Hipódromo | Copa Uruguaya                  | Torneo Clausura                      |
| 2003    | DANUBIO  | 1-6   | DEFENSOR | Estadio Centenario     | Liguilla Pre-Libertadores      |                                      |
| 2004    | DANUBIO  | 2-0   | DEFENSOR | Jardines del Hipódromo | Copa Uruguaya                  | Clasificatorio                       |
| 2004    | DEFENSOR | 0-1   | DANUBIO  | Estadio Centenario     | Copa Uruguaya                  | Torneo Apertura                      |
| 2004    | DANUBIO  | 0-0   | DEFENSOR | Jardines del Hipódromo | Copa Uruguaya                  | Torneo Clausura                      |
| 2005    | DANUBIO  | 0-2   | DEFENSOR | Jardines del Hipódromo | Copa Uruguaya                  | Rueda única                          |
| 2005    | DEFENSOR | 2-3   | DANUBIO  | Franzini               | Copa Sudamericana              | Fase Preliminar                      |
| 2005    | DANUBIO  | 1-3   | DEFENSOR | Parque Central         | Copa Sudamericana              | Fase Preliminar                      |
| 2005/06 | DANUBIO  | 0-1   | DEFENSOR | Jardines del Hipódromo | Copa Uruguaya                  | Torneo Apertura                      |
| 2005/06 | DEFENSOR | 4-0   | DANUBIO  | Franzini               | Copa Uruguaya                  | Torneo Clausura                      |
| 2005/06 | DANUBIO  | 1-1   | DEFENSOR | Parque Central         | Liguilla Pre-Libertadores      |                                      |
| 2006/07 | DANUBIO  | 0-2   | DEFENSOR | Jardines del Hipódromo | Copa Uruguaya                  | Torneo Apertura                      |
| 2006/07 | DEFENSOR | 0-2   | DANUBIO  | Franzini               | Copa Uruguaya                  | Torneo Clausura                      |
| 2006/07 | DEFENSOR | 0-0   | DANUBIO  | Estadio Centenario     | Liguilla Pre-Libertadores      |                                      |
| 2007/08 | DEFENSOR | 0-0   | DANUBIO  | Franzini               | Copa Uruguaya                  | Torneo Apertura                      |
| 2007/08 | DANUBIO  | 4-3   | DEFENSOR | Jardines del Hipódromo | Copa Uruguaya                  | Torneo Clausura                      |
| 2007/08 | DANUBIO  | 1-2   | DEFENSOR | Estadio Centenario     | Liguilla Pre-Libertadores      |                                      |
| 2008/09 | DANUBIO  | 1-0   | DEFENSOR | Jardines del Hipódromo | Copa Uruguaya                  | Torneo Apertura                      |
| 2008/09 | DEFENSOR | 1-0   | DANUBIO  | Franzini               | Copa Uruguaya                  | Torneo Clausura                      |
| 2009/10 | DANUBIO  | 3-0   | DEFENSOR | Jardines del Hipódromo | Copa Uruguaya                  | Torneo Apertura                      |
| 2009/10 | DEFENSOR | 0-1   | DANUBIO  | Franzini               | Copa Uruguaya                  | Torneo Clausura                      |
| 2010/11 | DANUBIO  | 1-1   | DEFENSOR | Jardines del Hipódromo | Copa Uruguaya                  | Torneo Apertura                      |
| 2010/11 | DEFENSOR | 1-1   | DANUBIO  | Franzini               | Copa Uruguaya                  | Torneo Clausura                      |
| 2011/12 | DEFENSOR | 0-1   | DANUBIO  | Franzini               | Copa Uruguaya                  | Torneo Apertura                      |
| 2011/12 | DANUBIO  | 0-1   | DEFENSOR | Jardines del Hipódromo | Copa Uruguaya                  | Torneo Clausura                      |
| 2012/13 | DEFENSOR | 3-1   | DANUBIO  | Franzini               | Copa Uruguaya                  | Torneo Apertura                      |
| 2012/13 | DANUBIO  | 0-2   | DEFENSOR | Jardines del Hipódromo | Copa Uruguaya                  | Torneo Clausura                      |
| 2013/14 | DEFENSOR | 1-3   | DANUBIO  | Franzini               | Copa Uruguaya                  | Torneo Apertura                      |
| 2013/14 | DANUBIO  | 1-1   | DEFENSOR | Jardines del Hipódromo | Copa Uruguaya                  | Torneo Clausura                      |
| 2014/15 | DANUBIO  | 2-1   | DEFENSOR | Jardines del Hipódromo | Copa Uruguaya                  | Torneo Apertura                      |
| 2014/15 | DEFENSOR | 1-1   | DANUBIO  | Franzini               | Copa Uruguaya                  | Torneo Clausura                      |
| 2015/16 | DANUBIO  | 2-3   | DEFENSOR | Jardines del Hipódromo | Copa Uruguaya                  | Torneo Apertura                      |
| 2015/16 | DEFENSOR | 3-2   | DANUBIO  | Franzini               | Copa Uruguaya                  | Torneo Clausura                      |
| 2016    | DEFENSOR | 0-0   | DANUBIO  | Franzini               | Copa Uruguaya                  | Rueda única                          |
| 2017    | DANUBIO  | 0-2   | DEFENSOR | Jardines del Hipódromo | Copa Uruguaya                  | Torneo Apertura                      |
| 2017    | DEFENSOR | 1-0   | DANUBIO  | Franzini               | Copa Uruguaya                  | Torneo Clausura                      |
| 2018    | DANUBIO  | 2-1   | DEFENSOR | Jardines del Hipódromo | Copa Uruguaya                  | Torneo Apertura                      |
| 2018    | DEFENSOR | 1-2   | DANUBIO  | Franzini               | Copa Uruguaya                  | Torneo Clausura                      |
| 2019    | DANUBIO  | 1-1   | DEFENSOR | Jardines del Hipódromo | Copa Uruguaya                  | Torneo Apertura                      |
| 2019    | DEFENSOR | 3-1   | DANUBIO  | Franzini               | Copa Uruguaya                  | Intermedio                           |
| 2019    | DEFENSOR | 1-2   | DANUBIO  | Franzini               | Copa Uruguaya                  | Torneo Clausura                      |
| 2020    | DANUBIO  | 0-0   | DEFENSOR | Jardines del Hipódromo | Copa Uruguaya                  | Torneo Apertura                      |
| 2020    | DANUBIO  | 0-0   | DEFENSOR | Jardines del Hipódromo | Copa Uruguaya                  | Intermedio                           |
| 2021    | DEFENSOR | 1-1   | DANUBIO  | Franzini               | Copa Uruguaya                  | Torneo Clausura 2020                 |
| 2021    | DANUBIO  | 0-1   | DEFENSOR | Estadio Charrúa        | Segunda División               | Fase Regular                         |
| 2021    | DEFENSOR | 0-1   | DANUBIO  | Estadio Charrúa        | Segunda División               | Fase Regular                         |
| 2022    | DANUBIO  | 1-2   | DEFENSOR | Jardines del Hipódromo | Copa Uruguaya                  | Torneo Apertura                      |
| 2022    | DEFENSOR | 2-1   | DANUBIO  | Franzini               | Copa Uruguaya                  | Intermedio                           |
| 2022    | DEFENSOR | 1-1   | DANUBIO  | Franzini               | Copa Uruguaya                  | Torneo Clausura                      |
| 2023    | DEFENSOR | 0-0   | DANUBIO  | Parque Central         | Copa Sudamericana              | Fase Preliminar (Dan 4-3 en penales) |
| 2023    | DANUBIO  | 1-1   | DEFENSOR | Jardines del Hipódromo | Copa Uruguaya                  | Torneo Apertura                      |
| 2023    | DEFENSOR | 2-1   | DANUBIO  | Franzini               | Copa Uruguaya                  | Intermedio                           |
| 2023    | DEFENSOR | 0-2   | DANUBIO  | Franzini               | Copa Uruguaya                  | Torneo Clausura                      |
| 2024    | DEFENSOR | 1-0   | DANUBIO  | Franzini               | Copa A.U.F. Uruguay 2023       | Cuartos de final                     |
| 2024    | DEFENSOR | 1-0   | DANUBIO  | Franzini               | Copa Uruguaya                  | Torneo Apertura                      |
| 2024    | DANUBIO  | 1-1   | DEFENSOR | Jardines del Hipódromo | Copa Uruguaya                  | Torneo Clausura                      |
| 2025    | DANUBIO  | 1-1   | DEFENSOR | Jardines del Hipódromo | Copa Uruguaya                  | Torneo Apertura                      |

## Historial de partidos
| Torneo                    | PJ  | G. Dan | PE | G. Def | Gol Dan | Gol Def |
| ------------------------- | --- | ------ | -- | ------ | ------- | ------- |
| Campeonato Uruguayo       | 151 | 42     | 49 | 60     | 178     | 202     |
| Segunda División          | 2   | 1      | 0  | 1      | 1       | 1       |
| Liguilla Pre-Libertadores | 20  | 5      | 7  | 8      | 18      | 28      |
| Torneo Competencia        | 23  | 9      | 9  | 5      | 32      | 24      |
| Liga Mayor                | 7   | 3      | 2  | 2      | 11      | 9       |
| Torneo Cuadrangular       | 1   | 0      | 1  | 0      | 3       | 3       |
| Tor. Campeones Olímpicos  | 1   | 1      | 0  | 0      | 2       | 1       |
| Torneo de la República    | 1   | 1      | 0  | 0      | 2       | 1       |
| Torneo Copa de Oro        | 1   | 0      | 0  | 1      | 0       | 1       |
| Torneo Estadio Centenario | 1   | 0      | 1  | 0      | 0       | 0       |
| Torneo Colombes           | 2   | 1      | 1  | 0      | 1       | 0       |
| Copa Sudamericana         | 3   | 1      | 1  | 1      | 4       | 5       |
| Copa Conmebol             | 2   | 1      | 1  | 0      | 6       | 5       |
| Copa AUF Uruguay          | 1   | 0      | 0  | 1      | 0       | 1       |
| Total                     | 216 | 65     | 72 | 79     | 258     | 281     |

| PJ= Partidos jugados, G. Dan= Ganador Danubio, G. Def= Ganador Defensor Sporting, PE: Empates Gol Dan= Goles de Danubio, Gol Def= Goles de Defensor Sporting |

## Récords e hitos

### Mayores goleadas
| Fecha                    | Torneo                         | Resultado         | Resultado | Resultado | Resultado | Resultado         |
| ------------------------ | ------------------------------ | ----------------- | --------- | --------- | --------- | ----------------- |
| 9 de octubre de 1949     | Campeonato Uruguayo 1949       | Danubio           |           | 4:1       |           | Defensor Sporting |
| 8 de septiembre de 1951  | Campeonato Uruguayo 1951       | Danubio           |           | 4:0       |           | Defensor Sporting |
| 13 de septiembre de 1958 | Campeonato Uruguayo 1958       | Defensor Sporting |           | 4:1       |           | Danubio           |
| 6 de octubre de 1973     | Campeonato Uruguayo 1973       | Danubio           |           | 4:1       |           | Defensor Sporting |
| 1975                     | Campeonato Uruguayo 1975       | Danubio           |           | 5:2       |           | Defensor Sporting |
| 1976                     | Liguilla Pre-Libertadores 1976 | Defensor Sporting |           | 4:1       |           | Danubio           |
| 1985                     | Campeonato Uruguayo 1985       | Danubio           |           | 4:0       |           | Defensor Sporting |
| 2 de marzo de 1997       | Campeonato Uruguayo 1997       | Defensor Sporting |           | 4:0       |           | Danubio           |
| 22 de mayo de 1999       | Campeonato Uruguayo 1999       | Defensor Sporting |           | 5:1       |           | Danubio           |
| 18 de diciembre de 2000  | Liguilla Pre-Libertadores 2000 | Defensor Sporting |           | 4:1       |           | Danubio           |
|                          |                                |                   |           |           |           |                   |
| 15 de diciembre de 2003  | Liguilla Pre-Libertadores 2003 | Danubio           |           | 1:6       |           | Defensor Sporting |
| 9 de abril de 2006       | Campeonato Uruguayo 2005-06    | Defensor Sporting |           | 4:0       |           | Danubio           |

Nota: 1- Se tienen en cuenta sólo los partidos en que el equipo ganador haya marcado al menos cuatro goles y haya logrado al menos una diferencia de tres.
          2- Se indica en color celeste la mayor goleada clásica.

### Jugaron en ambos equipos
| B                       |
| ----------------------- |
| Hugo Bagnulo            |
| Adrián Balboa           |
| Fernando Baleato        |
| Gastón Bueno            |
| C                       |
| Juan Guillermo Castillo |
| Jorge Curbelo           |
| E                       |
| Michael Etulain         |
| F                       |
| Diego Fernández         |
| Sebastián Fernández     |
| G                       |
| Pablo Gaglianone        |
| I                       |
| Martín Icart            |
| J                       |
| Matías Jones            |
| L                       |
| Facundo Labandeira      |
| M                       |
| Carlos María Morales    |
| P                       |
| Fernando Picún          |
| Sebastián Píriz         |
| Federico Puppo          |
| Q                       |
| Yeferson Quintana       |
| R                       |
| Ignacio Risso           |
| Z                       |
| Matías Zunino           |

## Comparación de títulos oficiales (AUF) entre ambas instituciones
| Torneo                                         |  |  |    |  |    |
| ---------------------------------------------- |  |  | -- |  | -- |
| Títulos de Primera División                    |  |  | 4  |  | 4  |
| Títulos de Copa Competencia                    |  |  | 0  |  | 0  |
| Títulos de Copa de Honor                       |  |  | 0  |  | 0  |
| Títulos de Torneo Competencia                  |  |  | 0  |  | 1  |
| Títulos de Torneo de Honor                     |  |  | 0  |  | 0  |
| Títulos de Torneo Cuadrangular                 |  |  | 1  |  | 0  |
| Títulos de Campeonato Nacional General Artigas |  |  | 1  |  | 0  |
| Títulos de Liga Mayor                          |  |  | 0  |  | 0  |
| Títulos de Liguilla                            |  |  | 8  |  | 1  |
| Títulos de Torneos Apertura y Clausura         |  |  | 8  |  | 6  |
| Títulos de Torneo Clasificatorio               |  |  | 0  |  | 1  |
| Títulos de Torneo de Honor                     |  |  | 0  |  | 1  |
| Títulos de Copa AUF Uruguay                    |  |  | 3  |  | 0  |
| Subtotal                                       |  |  | 25 |  | 14 |
| Títulos de Segunda División                    |  |  | 2  |  | 3  |
| Total de Títulos Oficiales AUF                 |  |  | 27 |  | 17 |

## Últimos diez partidos clásicos oficiales

### Resumen
- Victorias de Danubio: 1.
- Victorias de Defensor Sporting: 4.
- Empates: 5.
- Goles de Danubio: 9.
- Goles de Defensor Sporting: 10.
- Mayor racha activa: Defensor Sporting 4 partidos invicto (2 partidos ganados).

Actualizado al 27 de marzo de 2025 - Danubio 1 - Defensor 1